# Dimitry Berberoff Diebaroff
Dimitry Berberoff Diebaroff (en búlgaro: Димитър Берберов; Bulgaria, 1916 - Zaragoza, 26 de enero de 2009) fue un director de orquesta español de origen búlgaro.
Entre 1941 y 1942 fue director del teatro de la ópera de Fráncfort del Óder.
En 1948 se instaló en España. Entre 1949 y 1962 fue director titular de la Orquesta Sinfónica de Zaragoza (la orquesta dejó de existir en 1962). Prefería la música de Mozart, Beethoven y Wagner, pero en cada concierto intentaba incluir una pieza de un autor español. Posteriormente dirigió orquestas en Bilbao y San Sebastián, tras lo cual regresó a Zaragoza y enseñó violonchelo en el conservatorio de la ciudad.
Su hijo, Dimitry Berberoff Ayuda, es magistrado y vicepresidente del Tribunal Supremo de España.